# Gruda (Ostróda)
Gruda (deutsch Annenhorst) ist ein Ort in der polnischen Woiwodschaft Ermland-Masuren. Er gehört zur Gmina Ostróda (Landgemeinde Osterode in Ostpreußen) im Powiat Ostródzki (Kreis Osterode in Ostpreußen).

## Geographische Lage
Gruda liegt im Westen der Woiwodschaft Ermland-Masuren, elf Kilometer südwestlich der Kreisstadt Ostróda (deutsch Osterode in Ostpreußen).

## Geschichte
Annenhorst wurde 1855 gegründet und bestand aus einem großen Hof. Bis 1945 war der Ort –  zusammen mit Julienhöh (polnisch Podlesie) – in das Dorf Röschken (polnisch Reszki) im Kreis Osterode in Ostpreußen integriert.
Im Jahre 1945 kam Annenhorst in Kriegsfolge mit dem gesamten südlichen Ostpreußen zu Polen und erhielt die polnische Namensform „Gruda“. Heute ist der Ort in die Landgemeinde Ostróda (Osterode i. Ostpr.) im Powiat Ostródzki (Kreis Osterode in Ostpreußen) eingegliedert.

## Kirche
Bis 1945 war Annenhorst in die evangelische Kirche in Leip (polnisch Lipowo) in der Kirchenprovinz Ostpreußen der Kirche der Altpreußischen Union, außerdem in die römisch-katholische Kirche in Marienfelde (polnisch Glaznoty) eingepfarrt. Heute gehört Gruda evangelischerseits zur Kirchengemeinde in Ostróda in der Diözese Masuren der Evangelisch-Augsburgischen Kirche in Polen, katholischerseits zur Pfarrei Reszki im Erzbistum Ermland.

## Verkehr
Gruda ist von Reszki aus auf direktem Wege zu erreichen. Ein Bahnanschluss existiert nicht.